# Ganoidschuppe

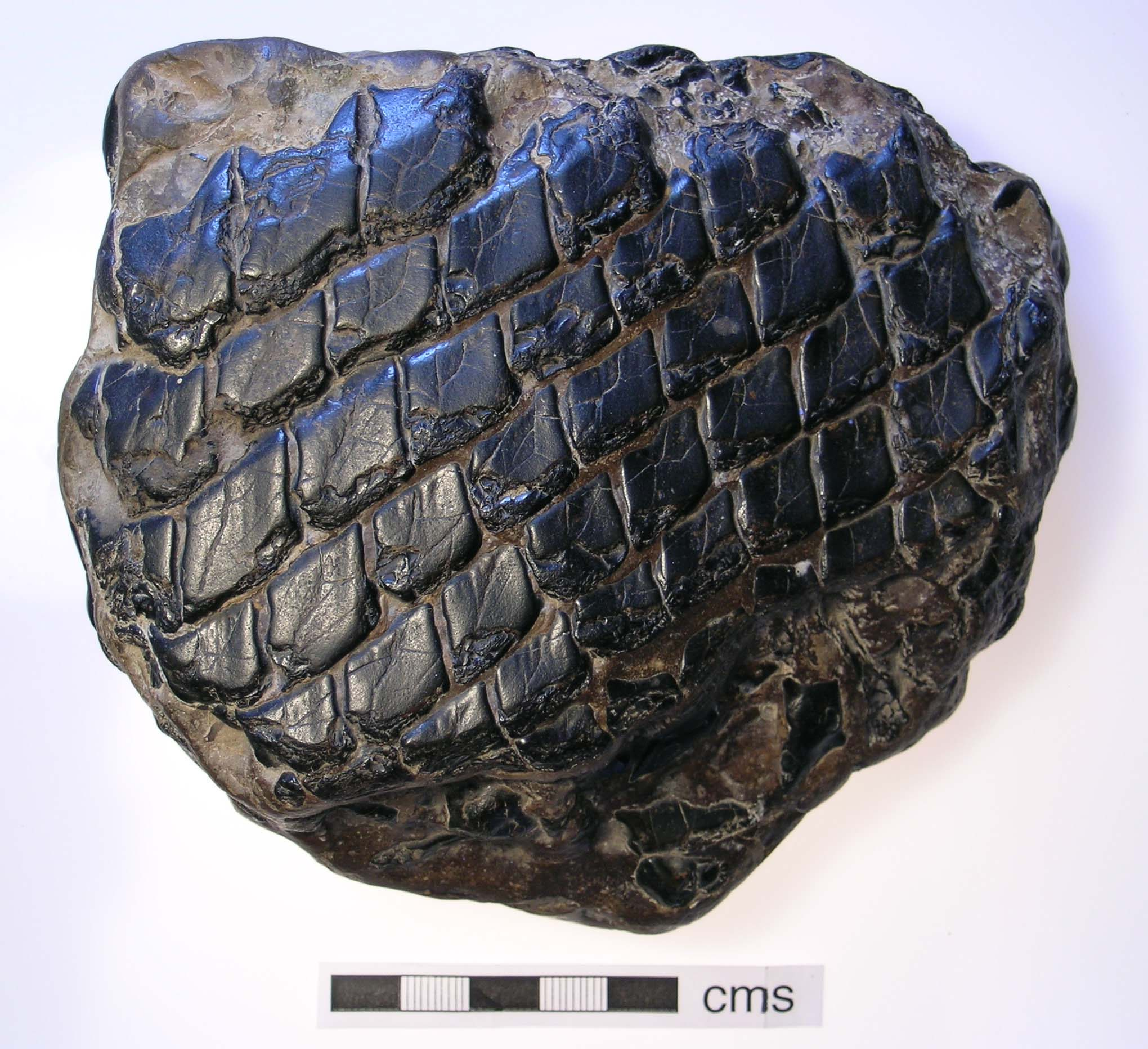
Ganoidschuppen eines fossilen Knochenganoiden

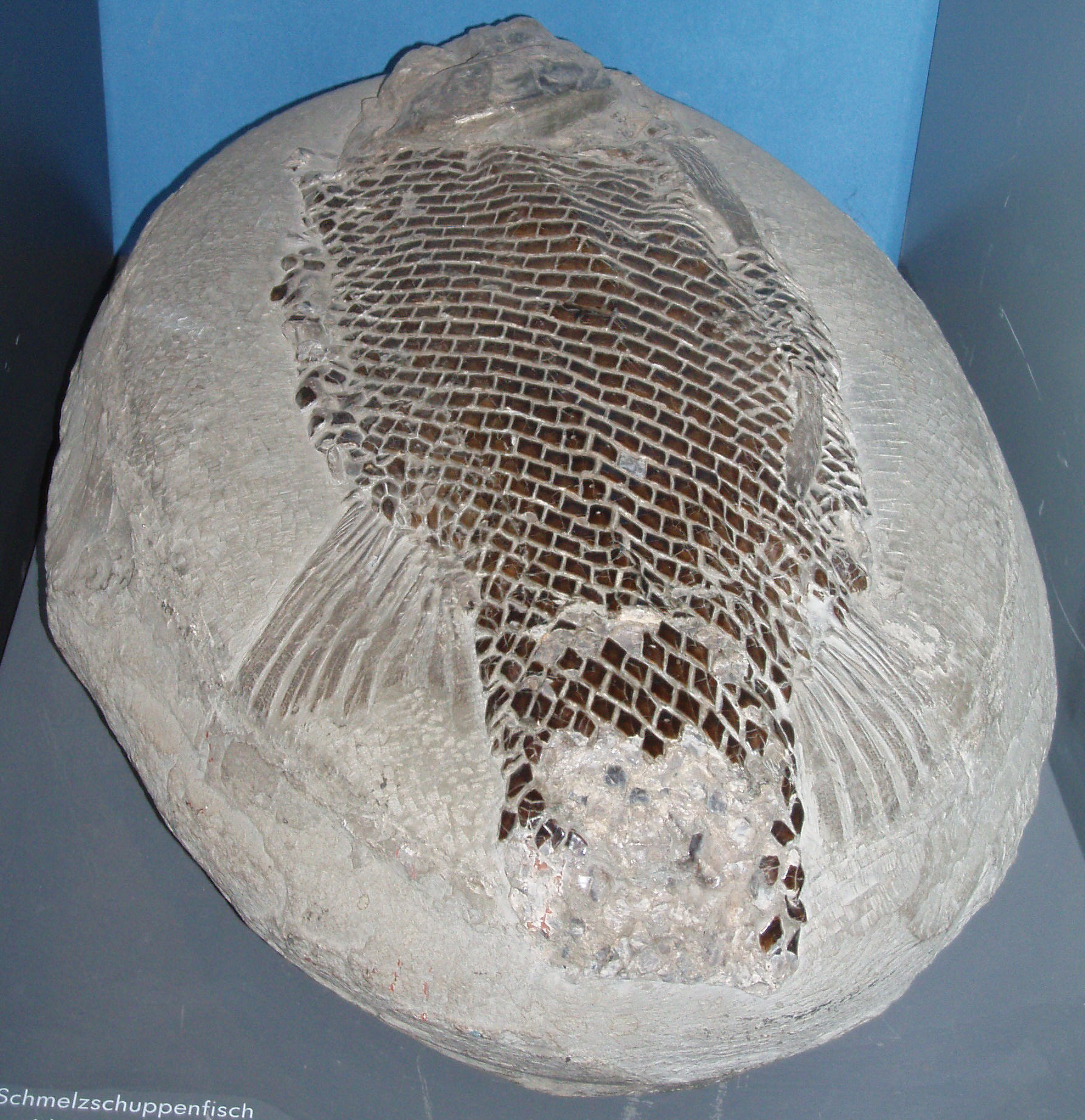
Fossiler Schmelzschuppenfisch

Die Ganoidschuppe (altgriechisch γάνος ganos „Glanz, Schmuck, Schmelz“) oder Schmelzschuppe ist eine Schuppenart, die rezent nur noch bei wenigen Gattungen urtümlicher Knochenfische – Knorpelganoiden, Knochenganoiden und Flösselhechten – vorkommt. In der Evolution der übrigen Knochenfische unterlag die Ganoidschuppe einer starken Reduktion. In der älteren paläontologischen Literatur werden fossile Formen mit dieser Schuppenart oft, wenngleich mit unterschiedlicher Abgrenzung, mit den Sammelbezeichnungen „Ganoiden“,  „Ganoidfische“ oder „Schmelzschupper“ belegt.

## Bau und stammesgeschichtliche Herkunft
Ganoidschuppen sind von rhombischer Form und bestehen aus einer knöchernen Unterlage, die mit einer perlmuttartig glänzenden Schicht aus Ganoin überzogen ist – einer zahnschmelzähnlichen Substanz, die in der Lederhaut gebildet wird. Danach folgt bei einigen Arten eine Schicht aus Dentin (z. B. beim Senegal-Flösselhecht (Polypterus senegalus)). Die unterste Schicht bildet ein flächiger Lamellenknochen (eine Schicht aus Isopedin und einer Knochenunterlage). Stammesgeschichtlich lassen sich die Ganoidschuppen von Schuppenformen fossiler Arten herleiten, die einen größeren Dentingehalt sowie weniger Ganoin enthalten. Die Ganoidschuppe entwickelte sich aus dem gemeinsamen Vorläufer wie die Kosmoidschuppe, die aber unter den rezenten Arten nur noch beim Quastenflosser zu finden sind. Der in Deutschland bekannteste fossile Ganoidschupper ist Palaeoniscum freieslebeni, Blainville, 1818. Er war der häufigste Fisch im Norddeutschen Zechsteinmeer und wurde in vielen Exemplaren im Kupferschiefer beim Bergbau im Südharz und in der Mansfelder Mulde gefunden.